# Check It Out
"Check It Out" je píseň amerického hip-hopové zpěváka will.i.ama a americké hip-hopové zpěvačky Nicki Minaj. Píseň pochází z jejího debutového alba Pink Friday. Produkce se ujal producent will.i.am.

## Hitparáda
| Země      | Umístění |
| --------- | -------- |
| USA       | 24       |
| Kanada    | 14       |
| Belgie    | 2        |
| Austrálie | 21       |